# Cheliceer

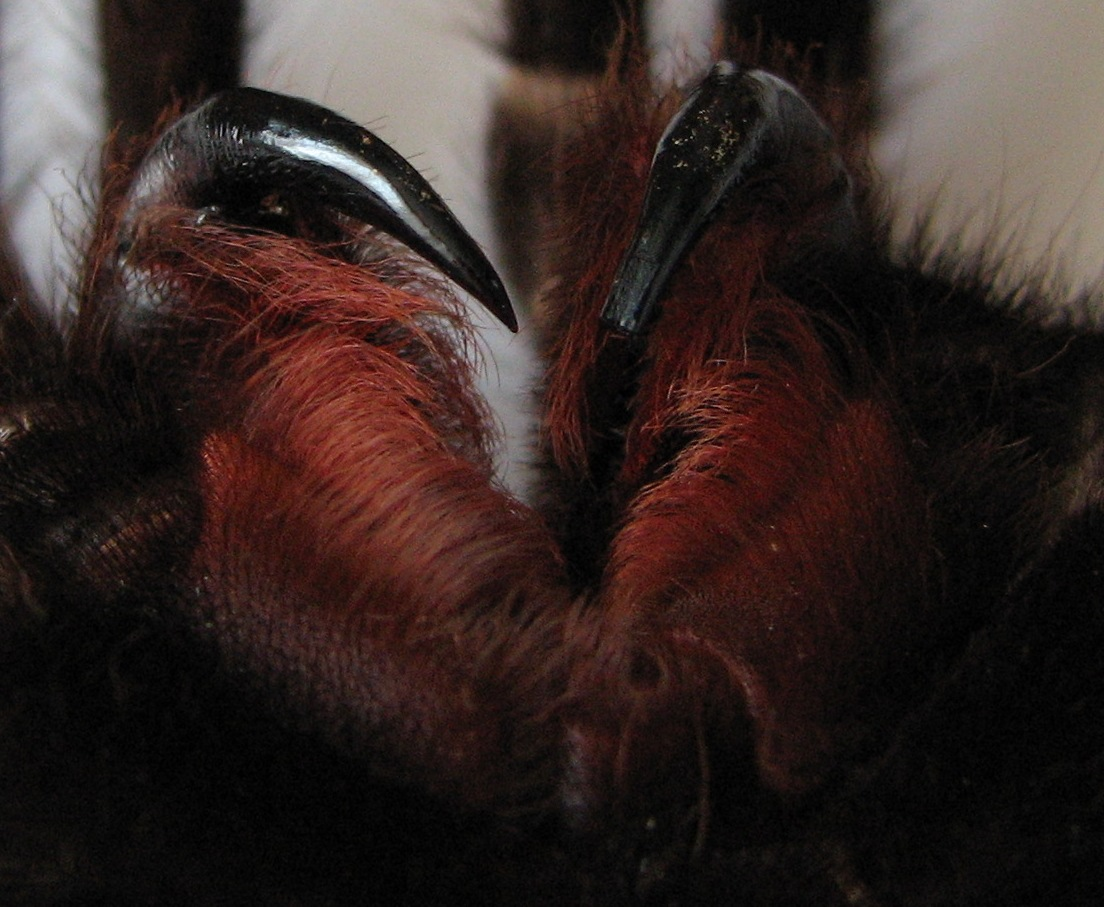
Close-up van de cheliceren van een volwassen Lasiodora parahybana.

Cheliceren (wetenschappelijk: chelicerae) zijn monddelen die aangetroffen worden bij de Chelicerata, een subfylum van de Arthropoda, waartoe bijvoorbeeld de spinachtigen behoren.
Cheliceren worden gebruikt om voedsel mee vast te grijpen. Men treft ze dan ook aan in plaats van de mandibels die de meeste andere Arthropoda hebben. Cheliceren worden in sommige gevallen ook gebruikt om gif mee te injecteren, zoals bij de vogelspinnen.